# Club Deportivo Meridiano
El Club Deportivo Meridiano, también llamado Deportivo Meridiano, es un equipo de fútbol profesional de Quito, capital de la provincia de Pichincha, Ecuador. Fue fundado en 2020 y actualmente se desempeña en la Segunda Categoría del Campeonato Ecuatoriano de Fútbol.
Está afiliado a la Asociación de Fútbol No Amateur de Pichincha (AFNA).

## Historia
El club fue fundado en 2020, de la mano de Moisés Granizo. En febrero de 2021 el Club Deportivo Meridiano logró el ascenso a la Segunda Categoría de Pichincha organizada por la Asociación de Fútbol No Amateur de Pichincha tras quedar subcampeón del Campeonato de Ascenso de Pichincha 2020-21, logrando así su primer acontecimiento importante como institución deportiva. Dicha distinción le permitió disputar la temporada 2021 en el fútbol profesional pichinchano, en el torneo de Segunda Categoría en busca de clasificar a la Serie B. En su primera temporada jugó con equipos históricos como Sociedad Deportivo Quito o el Club Social Cultural y Deportivo Espoli en el Ascenso Provincial de Pichincha 2021 llegando hasta la instancia del hexagonal final. Se lo conoce como el equipo de la mitad del mundo y su sede principal es la parroquia de Pomasqui.
Con el afán de hacer un buen papel el torneo provincial de Segunda Categoría, Meridiano contrató con jugadores de gran recorrido, como Ángel Cheme, Fernando Ogonaga o Renso Tufiño.

## Jugadores

### Plantilla 2024
- Actualizado el 16 de febrero de 2024

## Palmarés

### Torneos provinciales
| [[Archivo:\|20px\|border\|Bandera de Pichincha]] Competición | Títulos | Subcampeonatos |
| ------------------------------------------------------------ | ------- | -------------- |
| Segunda Categoría de Pichincha (0/1)                         |         | 2024.          |

### Torneos de ascenso
- Subcampeón del Torneo Provincial de Ascenso de AFNA (1): 2020-21.